# The Story Without a Name
The Story Without a Name er en amerikansk stumfilm fra 1924 instrueret af Irvin Willat.

## Medvirkende
- Agnes Ayres som Mary Walsworth
- Antonio Moreno som Alan Holt
- Tyrone Power, Sr. som Drakma
- Louis Wolheim som Kurder
- Dagmar Godowsky som Claire
- Jack Lionel Bohm som Don Powell
- Maurice Costello
- Frank Currier som Walsworth
- Ivan Linow